# Kardinalski lori
Kardinalski lori (lat. Chalcopsitta cardinalis) vrsta je papige iz roda Chalcopsitta koja je nastanjena u nizinskim i mangrovim šumama na području Salomonskih Otoka i istočne Papue Nove Gvineje.

## Opis
Kardinalski lori najčešće je dug 31 centimetar i težak 175 – 215 grama. Perje mu je najvećim dijelom crvene boje. Kljun mu je crvenkastonarančast. Gola koža oko kljuna i očiju je crna.
Šarenica oka narančasta je ili crvena, dok su noge sive. Mužjaci i ženke poprilično su slični. 
Mladunci su bljeđe obojeni od odraslih, a kljun im je bljedonarančast s crnim mrljama. Očni im je prsten siv ili bijel, a šarenica je blijedožuta. 

## Način života
Životni mu je vijek od 25 do 35 godina. Zov mu je grub i piskutajući. U divljini se hrani različitim biljnim proizvodima: nektarom, cvjetovima, plodovima, peludi i sjemenkama. Jako je aktivna i inteligentna ptica, a boravi u skupinama od 5 do 20 jedinki. Rijetko se uzgaja u zatočeništvu.

## Vanjske poveznice
- Zov kardinalskog lorija